# 日鉄興産
日鉄興産株式会社（にってつこうさん、英文社名 NIPPON STEEL KOSAN CO.,LTD.）は、日本の不動産会社で、日本製鉄グループに属する。

## 概要
大手鉄鋼メーカーである日本製鉄の不動産会社として、日本製鉄関連の施設運営管理のほか、オフィスビルやマンションの分譲・賃貸事業を行っている。

## 沿革
- 1967年10月 - 東泉興産株式会社として設立。
- 1968年11月 - 宅地建物取引業開始。
- 1974年3月 - 住金興産株式会社に商号変更。
- 1991年7月 - 引越運送取扱業務開始。
- 2000年10月 - 住金振興と合併。
- 2002年7月 - 住信リース（現・三井住友トラスト・パナソニックファイナンス）にリース事業を譲渡。
- 2002年11月 - 近畿労働金庫にローン事業を譲渡。
- 2009年7月 - 住金プラント（後の日鉄住金プラント。日鉄住金テックスエンジに吸収合併）に建設事業を譲渡。
- 2012年10月 - 日鉄保険サービス（現・日鉄住金保険サービス）に保険代理業を譲渡。
- 2012年10月 - 日鉄住金興産株式会社に商号変更。
- 2016年1月 - 日鉄住金マネジメント株式会社を吸収合併。
- 2019年4月 - 親会社の新日鐵住金が日本製鉄へ商号変更したことに伴い、日鉄興産株式会社に商号変更[1]。
- 2021年7月 - 日鉄日新ビジネスサービス株式会社を吸収合併。